# Objaw Lhermitte’a
Objaw Lhermitte’a – objaw neurologiczny polegający na poczuciu „prądu elektrycznego”, rozprzestrzeniającego się w dół kręgosłupa przy zgięciu głowy ku dołowi. Dodatni objaw Lhermitte’a może świadczyć o:
- stwardnieniu rozsianym
- niedoborze witaminy B12
- spondylozie szyjnej
- guzach rdzenia kręgowego
- zespole Devica
- chorobie Behçeta[2]
- poradiacyjnej mielopatii[3]
- poprzecznym zapaleniu rdzenia

Nazwa objawu nie odnosi się do jego odkrywcy. Został on po raz pierwszy opisany przez Pierre'a Marie i Chatelina w 1917. Jean Lhermitte opublikował doniesienie dopiero w 1920. Jednakże, w 1924 opublikował pracę seminaryjną, która sprawiła, że znajomość objawu została rozpowszechniona.